# رادوان لوکاوسکی
رادُوان لوکاوسکی (چکی: Radovan Lukavský؛ ۱ نوامبر ۱۹۱۹ – ۱۰ مارس ۲۰۰۸) بازیگر سینما و تئاتر اهل کشور جمهوری چک بود.
از فیلم‌هایی که وی در آن نقش داشته‌است، می‌توان به مردان بدون بال و باد سیمگون اشاره کرد.